# Viocta

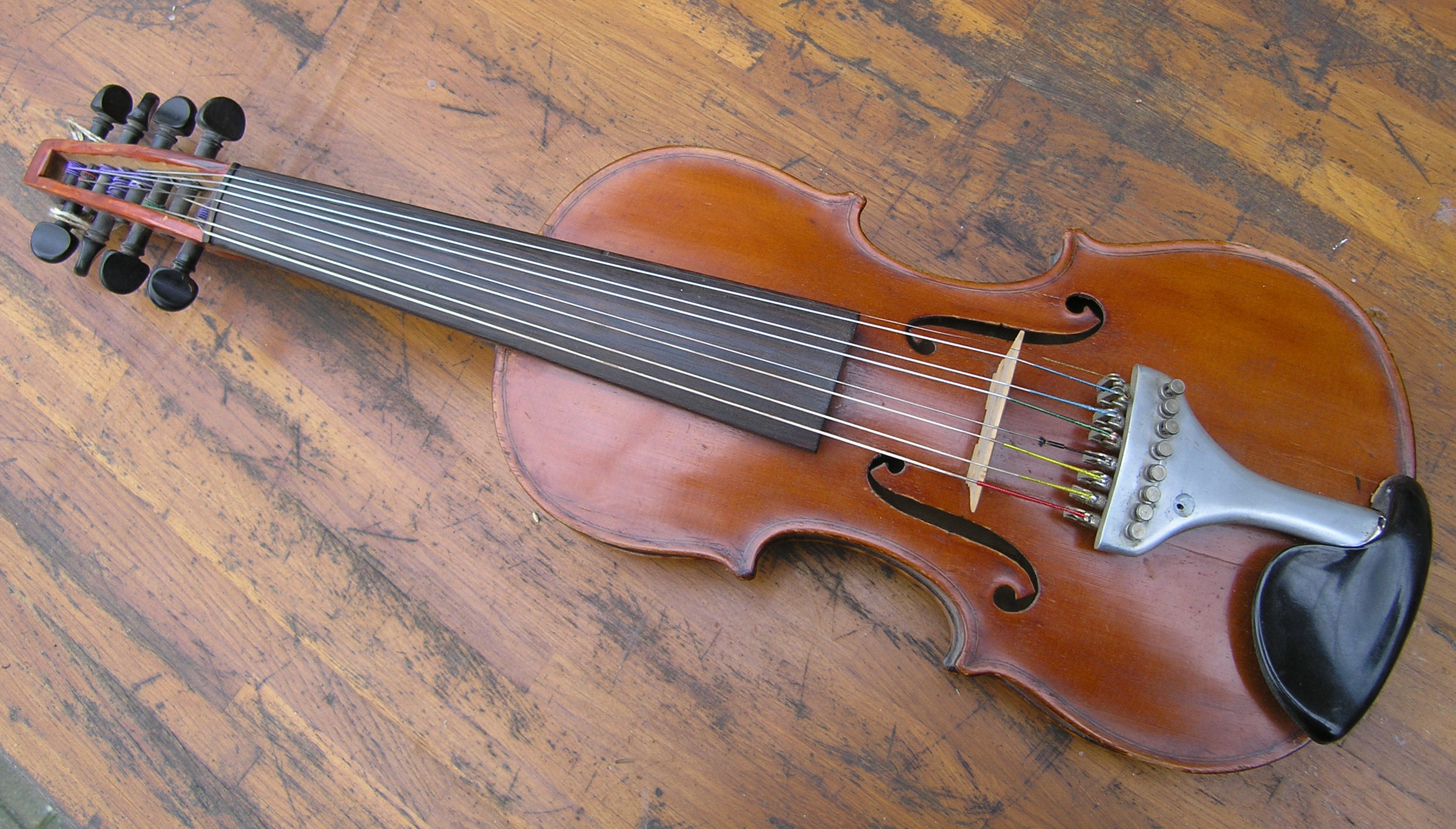
Viocta

Een Viocta is een achtsnarige, elektrische viool, in 1971 gebouwd door de Nederlandse orkestmusicus Willem Wolthuis (1940).

## Constructie
Van dit instrument, een viool, is de hals verbreed van 2,5 centimeter naar 4 centimeter en daarnaast verlengd om de acht schroeven te kunnen plaatsen. De viocta is voorzien van acht stalen snaren: vier vioolsnaren en vier altsnaren.

## Stemming
De vioolsnaren hebben hun normale stemming behouden: G, D, A, E, de altsnaren hebben de stemming Des, As, Es, Bes gekregen — een halve toon hoger dan normaal. De snaren op de viocta zijn van links naar rechts geplaatst in de volgorde Des-G / As-D / Es-A / Bes-E, zodat ze twee aan twee gestreken kunnen worden als de vingerzetting van een normale viool wordt aangehouden. Zo is de mogelijkheid ontstaan om 8-stemmige akkoorden te spelen, of clusters. Ook de snarencombinaties G-As / D-Es / A-Bes kunnen worden aangestreken waardoor zeer speciale klankkleuren kunnen worden gecreëerd, bijvoorbeeld om tegemoet te komen aan de eisen die de eigentijdse orkestmuziek bij tijd en wijle stelt. Verder behoren 4-stemmige flageolettonen nog tot de mogelijkheden.

## Bespeling
De vorm van de kam is zeer belangrijk. De altsnaren liggen een fractie lager dan de vioolsnaren. Zo kunnen de vioolsnaren afzonderlijk worden aangestreken. Als gevolg van het grote aantal snaren is de spanning op het instrument groot en daarom is er een aluminium staartstuk op aangebracht. (Aluminium omdat dit zeer licht is.) Daardoor is het mogelijk zeer snel van stemming te veranderen: zo wordt een Des een D, de As een A, de Es een E, en de Bes een B. Het instrument is nu gestemd in reine kwarten, waardoor het uitermate geschikt is voor de jazzmuziek. Verder kan men met andere stemmingen diverse soorten muziek creëren. De viocta heeft een zeer apart timbre gekregen door de grote spanning op het bovenblad. Door het aanbrengen van een contactmicrofoon en een pedaal wordt dit zelfs exclusief. Hierdoor worden de mogelijkheden talrijker om klankeffecten nog abstracter te maken.

## Presentatie
De viocta is, kort na gereedkoming, onder meer voorgesteld in een televisieprogramma ten overstaan van de violisten Benny Behr en Sem Nijveen, die zich zeer gefascineerd betoonden. Deze beide beroemdheden speelden voor de Tweede Wereldoorlog en nog korte tijd gedurende de Duitse bezetting in de Groninger Orkestvereniging, en waren daarmee zowel voorgangers alsook collega's van Willem Wolthuis, die van 1962 – toen het ensemble een nieuwe naam had gekregen: Noordelijk Filharmonisch Orkest (en sedert 1990 Noord Nederlands Orkest heet) – tot 1990 in hetzelfde muziekgezelschap deel uitmaakte van de sectie eerste violen.
Willem Wolthuis heeft het instrument in de beginperiode regelmatig bespeeld, ook met het symfonieorkest in Groningen, zij het in populaire muziek. Het toenmalige plan voor een Concert voor viocta en orkest is nimmer gerealiseerd, hetgeen de bedenker nog altijd betreurt.